# Wim van de Camp
Wilhelmus Gerardus Johannes Maria (Wim) van de Camp (Oss, 27 juli 1953) is een Nederlands politicus. Hij is lid van het CDA.

## Biografie

### Jeugd en studies
Van de Camp groeide op in het Brabantse Oss waar zijn ouders een agrarisch bedrijf hadden. Na de havo ging hij naar de Hogere Landbouwschool voor Tropische Landbouw te Deventer, waar hij in 1976 zijn ingenieursdiploma behaalde. In 1982 studeerde hij af in de rechtsgeleerdheid, aan de universiteit van Nijmegen.

### Werk en Politiek
Zijn loopbaan begon Van de Camp als juridisch medewerker bij de Vereniging van Nederlandse Gemeenten. Op jonge leeftijd werd hij lid van de KVP-Jo, waarvan hij tussen 1978 en 1981 voorzitter was. Hierna werd hij vicevoorzitter bij het CDJA die in 1981 ontstond uit een fusie tussen de KVP-Jo, ARJOS en het CHJO. Hij was tevens tussen 1981 en 1986 lid van het landelijke CDA-partijbestuur.
Van 1986 tot 2009 was hij lid van de Tweede Kamer. Daar werkte hij vooral rond thema's van onderwijs en justitie. Hij was verder voorzitter voor de vaste commissies voor Binnenlandse Zaken en voor Onderwijs, Cultuur en Wetenschap.

### Europees Parlement
Vanaf 14 juli 2009 tot 2 juli 2019 zat Wim van de Camp in het Europees Parlement. In zijn eerste ambtsperiode was hij leider van de CDA-delegatie die deel uitmaakt van de fractie van de Europese Volkspartij (EVP). Als Europarlementariër was hij permanent lid in de commissie Burgerlijke Vrijheden, Justitie en Binnenlandse Zaken en plaatsvervangend lid van de commissie Interne Markt en Consumentenbescherming. Ook was hij lid van de delegatie voor de EU-betrekkingen met de Volksrepubliek China.
In november 2013 verloor Van de Camp de strijd om het CDA-lijsttrekkerschap voor de Europese Parlementsverkiezingen 2014 van Esther de Lange. Hij kwam daarna op de derde plaats van de kandidatenlijst. Dankzij voorkeurstemmen werd Van de Camp in mei 2014 herkozen als lid van het Europees Parlement.
Na de Europese Parlementsverkiezingen 2019 nam hij afscheid van het Europees Parlement.

## Persoonlijk
In de Tweede Kamer begeleidde hij nieuwe kamerleden wat het ‘Klasje van Wim’ werd genoemd.
In 1998 schreef hij een partijmanifest over veiligheid. In “Kansen Bieden, Grenzen Stellen” werd onder meer gepleit om de strafrechtelijke aansprakelijkheid van kinderen te verlagen van twaalf naar tien jaar.
Eind 2013 verscheen een boekje met interviews met hem.
Momenteel is hij nog actief als lid van de Raad van Advies van de Nederlandse Vereniging van Hemofilie-Patiënten (NVHP) te Badhoevedorp en lid van het bestuur Stichting Aangepaste Manege Craeyenburch te Nootdorp. Verder is hij interim-voorzitter van het CDA afdelingsbestuur in de gemeente Leidschendam-Voorburg.
- Parlement.com: vg09llo3luxk